# Alamovtsi
Alamovtsi (Bulgaars: Аламовци) is een dorp in het zuiden van Bulgarije, niet ver van de Griekse grens. Het dorp is gelegen in de gemeente Zlatograd in de oblast Smoljan. Het dorp ligt hemelsbreed ongeveer 32 km ten zuidoosten van de regionale hoofdstad Smoljan en 200 km ten zuidoosten van Sofia.

## Bevolking
Op 31 december 2020 telde het dorp Alamovtsi 209 inwoners.
| Bevolkingsontwikkeling tussen 1934 en 2020          |
| --------------------------------------------------- |
|                                                     |
| Bron: Nationaal Statistisch Instituut van Bulgarije |

In het dorp wonen uitsluitend etnische Bulgaren. In de optionele volkstelling van 2011 identificeerden alle 282 ondervraagden zichzelf als etnische Bulgaren. 4 inwoners werden niet ondervraagd.
| Etnische samenstelling van de respondenten (2011) | Etnische samenstelling van de respondenten (2011) | Etnische samenstelling van de respondenten (2011) | Etnische samenstelling van de respondenten (2011) | Etnische samenstelling van de respondenten (2011) |
| ------------------------------------------------- | ------------------------------------------------- | ------------------------------------------------- | ------------------------------------------------- | ------------------------------------------------- |
|                                                   |                                                   |                                                   |                                                   |                                                   |
| Bulgaren                                          | Bulgaren                                          |                                                   | 100,0%                                            | 100,0%                                            |
| Turken                                            | Turken                                            |                                                   | 0,0%                                              | 0,0%                                              |
| Roma                                              | Roma                                              |                                                   | 0,0%                                              | 0,0%                                              |
| Anders/Onbekend                                   | Anders/Onbekend                                   |                                                   | 0,0%                                              | 0,0%                                              |